# Les Endimanchés
Les Endimanchés est un groupe de musique français formé en 1985. Roger des prés et Jean des champs (Alexis Forestier) sont accompagnés d'un troisième individu nommé Raymond (Pierre Gerbaux) avant de faire route à deux durant quelque trois années. Ils sont rejoints en 1986 par Belle du Berry à la grosse caisse et Simone Mérou (futur chanteur des Portugaises Ensablées) au tambour et au xylophone. Durant leurs balbutiements, les endimanchés sont un groupe de percussionnistes et hurleurs qui s'inspirent à la fois de la musique industrielle bruitiste et de la chanson populaire. Quelques concerts ont lieu sous cette forme, notamment devant le Musée d'Art moderne de Paris dans le cadre de l'exposition Art et Industrie. Une K7 des enregistrements des endimanchés primitifs est sortie en 2022 sur le label Degelite.
Baignant dès leurs débuts dans la scène punk de l'époque, ils sont au centre de l'envolée de cette scène alternative qui vit son âge d'or. La plupart de leurs concerts se fait en compagnie de Bérurier noir dont ils font une quantité invraisemblable de premières parties, quand l'on sait à quel point ils étaient en porte-à-faux sur cette scène musicale, comme si leur « étrange farce » avait trouvé à s'imposer là de manière évidente.
il n'empêche qu'avec leurs accordéons, tambours, grosses caisses, leurs textes drolatiques et leur style de paysans ravagés, il leur arrive de faire pogotter des hordes de punks à travers toute la France, souvent en compagnie de Ludwig von 88, Les Ouvriers, Washington dead cats, participant ainsi activement à ce mouvement de la jeunesse.
On les retrouve avec leurs tubes métalliques lors d'un concert sauvage sur le parvis de Beaubourg en compagnie de Berurier Noir et Ludwig von 88, ou devant le Musée d'art moderne, puis avec leur accordéon, de l'îlot 13 à Genève jusqu'à la Mutualité en première partie des Pogues.
Roger des prés et Jean des champs ont co-écrit un petit texte sur cette expérience dans le livre Chair punk écrit par Voto et publié en 2018 aux éditions Fauves.
Les endimanchés est depuis le nom donné à la compagnie les endimanchés ; à tous les acteurs, musiciens, techniciens, complices de cette compagnie formée en 1993 par Alexis Forestier au moment de la création de Cabaret Voltaire d’après le journal d’Hugo Ball.
Depuis le Théâtre musical des endimanchés a eu un rayonnement national et international (représentations en Italie, Suisse, Allemagne, Belgique, Corée du Sud). Les endimanchés ont joué des textes de Henri Michaux, René Char, Francis Ponge, Bertolt Brecht, Franz Kafka, Georg Buchner, Gertrude Stein, Daniil Harms, Fernand Deligny, Dante Alighieri, EE.Cummings, Heiner Müller, dans des mises en scène de Alexis Forestier  et depuis 2017 des récits historiques sur la genèse du mouvement dada – Modules Dada,  La conquête spatiale soviétique – Volia Panic -, l’histoire du rail et le monde cheminot - Chemin de fer ; un long compagnonnage avec l’artiste d’art brut André Robillard a donné lieu aux spectacles Tuer la misère, Changer la vie et Les Cratères lunaires. Un disque Faust ou la fête électrique, d’après Gertrude Stein est sorti en 2004. Un disque Tuer la misère – Robillard  et les endimanchés a été réalisé en 2009 sur le label Opaque records. Un vinyl - Divine Party – les endimanchés – est sorti en 2012 sur le même label. L’opéra de Quat’sous a été créé par la compagnie les endimanchés à la Clinique de la Borde en 2005 en collaboration avec les Planches labordiennes. De 2008 à 2017 se sont reformés les endimanchés groupe post-post-punk à géométrie variable  (Alexis Forestier, Antonin Rayon, Pierre Bernert, Clément Salmon, Christophe Lenté, Christophe Mugnier,) dont le répertoire était issu des spectacles de la compagnie. Le  groupe a été en tournée, notamment en 2011 avec Meurtre et Missfist.

## Discographie

### Single
En 1987, ils sortent chez Bondage Records un 45 tours BR 05 intitulé Les Endimanchés chantent Le jardin potager avec La maréchaussée en face B.
En 1987 toujours, sur la compilation Mon grand frère est un rocker publiée par Boucherie Productions, ils sortent La ballade à trottinette.
En 1989, sur la compilation Nos amis les bêtes publiée par Cheik Wallouf et Bondage Records, BR 027, ils sortent L'amour dans la basse cour.

### Album
En septembre 1987, ils publient chez Bondage Records un 33 tours BR 010 enregistré par Patrick Woindrich et distribué par New Rose.
La Face à la campagne a pour titres : Aux Champignons à bicyclette ; Sortie d'la messe ; La Fanfare ; Le Jardin potager ; Faire son marché ; La Valse et la Java.
La Face à la mer est composée de : Sors donc la 403 ; En route pour la mer ; René à Mougins ; Terrain d'camping ; Grand bal du 15 août ; Tâches ménagères.
En 2004 sort un CD intitulé Faust ou la fête électrique – les endimanchés ; d’après Doctor Faustus lights the lights de Gertrude Stein – musiques originales d’Alexis forestier.
En 2009 sort un CD intitulé Tuer la misère - Robillard et les endimanchés, Enregistrements réalisés d’après les moments du spectacle Tuer la misère avec André Robillard, Charlotte Ranson et Antonin Rayon ; musiques, Alexis Forestier, arrangements Antonin rayon.
En 2011 sort un vinyl intitulé Divine party – les endimanchés, d’après le Spectacle du même nom sur des textes de Dante Aliegheri et Franz Kafka ; musiques, Alexis Forestier, arrangements Antonin rayon et Julien Boudard.
EN 2013 sort un  CD intitulé Changer la vie - Robillard et les endimanchés, Enregistrements réalisés d’après quelques moments du spectacle Changer la vie avec André Robillard.

## Postérité
Dans les années 1990, chacun évolue de son côté.
Roger des prés ouvre un théâtre en face de la fac de Nanterre, au milieu d'un immense terrain vague. En fait, le lieu « ressemble moins à un théâtre qu'à une ferme... » La Ferme du Bonheur est née, elle est dotée d'un petit chapiteau, peu à peu les occupants aménagent des jardins. Passé la stupéfaction, la mairie les laisse faire, la Drac les subventionne, accepte la présence des chevaux, des chèvres et des divers animaux sur place. On y joue des pièces contemporaines, de Jean Genet notamment, et le vin chaud est offert. Le lieu produit du fromage de chèvre et accueille aussi des débats de société.
En 2007, Roger des Prés publie l'ouvrage La Ferme du Bonheur, reconquête d’un délaissé aux éditions Actes Sud Beaux Arts (collection L'impensé).
Depuis le 28 décembre 2008, la compagnie de la Ferme du Bonheur de Nanterre occupe une friche de quatre hectares située dans un interstice derrière la gare de Nanterre université au-dessus d'un échangeur autoroutier pour y mener des travaux agricoles, architecturaux et artistiques. La ferme accueille des bénévoles tous les dimanches pour participer aux travaux des champs et échanger autour de l'agriculture et l'art et continue à organiser des spectacles et diverses activités toute l'année.

Avec la compagnie les endimanchés, Alexis Forestier et Cécile Saint-paul  inventent un théâtre musical et machinique foisonnant. Ils orientent leur travail vers les écritures poétiques et les formes fragmentaires. Les influences musicales des compositions proviennent à la fois de la musique traditionnelle d’Europe centrale et de la musique populaire au sens le plus large (ritournelles, comptines, complaintes…), mais aussi de la musique industrielle et postpunk des années 80, de la musique répétitive. Dans des formes opératiques ou de Théâtre-concert, les spectacles mêlent alors citations lyriques, expérimentations sonores, machinerie et manipulations d’objets, films en super 8mm, en 16 mm ou en vidéo. En 2007 le Spectacle Elisavieta Bam d’après Daniil Harms reçoit le prix de la critique pour la composition de la musique de scène. Cette même année la rencontre avec André Robillard oriente également tout un pan du travail théâtral et musical des endimanchés.
Depuis 2013, Alexis Forestier et itto Mehdaoui ouvrent la Quincaillerie, lieu de vie, d'accueil, d'expérimentation et de concerts situé dans un ancien moulin à Venarey-les-Laumes en Bourgogne. L'invention du lieu se fait en lien avec la présence de la compagnie qui depuis est implantée en Bourgogne.

## Quelques spectacles
- Cabaret Voltaire d'après le journal d'Hugo Ball (1993), mise en scène Alexis Forestier;
- Claire, de René Char, 1995-2007 mise en scène Alexis Forestier ;
- Le drame des constructeurs de Henri Michaux, (1997) mise en scène Alexis Forestier ;
- La Fabrique du Pré de Francis Ponge (1998), mise en scène Alexis Forestier ;
- L'importance d'être d'accord de Bertolt Brecht (1999), mise en scène Alexis Forestier ;
- L'Idylle de Maurice Blanchot (1999-projet avorté), mise en scène Alexis Forestier ;
- une Histoire Vibrante, (2000-2002), d'après les récits et fragments narratifs de Franz Kafka, mise en scène Alexis Forestier ;
- Fragments complets Woyzeck de Georg Büchner, (2001) mise en scène Alexis Forestier ;
- Faust ou la Fête électrique, 2003 de Gertrude Stein, (2003) mise en scène Alexis Forestier ;
- Sunday Clothes, (2005) concert mis en scène par Alexis Forestier ;
- L'opéra de Quat sous à la Clinique Borde (2005), mise en scène Alexis Forestier ;
- Elisavieta Bam de Daniil Harms (2007), mise en scène par Alexis Forestier
- Tuer la misère, avec André Robillard, (2009)
- Divine Party d'après Dante Alighieri et Franz Kafka, (2010) mise en scène Alexis Forestier ;
- Le Village de Cristal, 2011, de Fernand Deligny, mise en scène Alexis Forestier.
- Changer la vie, avec André Robillard, 2011
- Le Mystère des mystères de E.E. Cummings (2012) mise en scène Alexis Forestier
- Le dieu Bonheur de Heiner Müller (2014) mise en scène Alexis Forestier
- Racloir, d'après Heiner Müller, en collaboration avec franck Vigroux (2014);
- Modules dada, (2017) mise en scène Alexis Forestier
- Volia Panic, (2019)
- Pontonniers, en collaboration avec Annabelle Playe (2019)
- Chemin de Fer, (2021)